# Джефф-Девіс (округ, Джорджія)
Шаблон:StateAbbr_ 31°48′ пн. ш. 82°38′ зх. д. / 31.8° пн. ш. 82.64° зх. д.
Округ Джефф-Девіс (англ. Jeff Davis County) — округ (графство) у штаті Джорджія, США. Ідентифікатор округу 13161.

## Історія
Округ утворений 1905 року.

## Демографія
За даними перепису
2000 року
загальне населення округу становило 12684 осіб, зокрема міського населення було 4091, а сільського — 8593.
Серед мешканців округу чоловіків було 6228, а жінок — 6456. В окрузі було 4828 домогосподарств, 3591 родин, які мешкали в 5581 будинках.
Середній розмір родини становив 3,02.
Віковий розподіл населення поданий у таблиці:
| Стать    | До 15 років | 15-21 | 22-29 | 30-39 | 40-49 | 50-65 | 65-85 | Понад 85 |
| -------- | ----------- | ----- | ----- | ----- | ----- | ----- | ----- | -------- |
| Чоловіки | 1464        | 653   | 683   | 909   | 894   | 1003  | 569   | 53       |
| Жінки    | 1397        | 610   | 665   | 895   | 913   | 1084  | 789   | 103      |

## Суміжні округи
- Вілер — північ
- Монтгомері — північний схід
- Тумс — північний схід
- Апплінг — південний схід
- Бейкон — південний схід
- Коффі — південний захід
- Телфер — північний захід

## Виноски
1. ↑  U.S. Decennial Census. United States Census Bureau. Архів оригіналу за 26 квітня 2015. Процитовано 23 червня 2014.
2. ↑  Historical Census Browser. University of Virginia Library. Архів оригіналу за 11 серпня 2012. Процитовано 23 червня 2014.
3. ↑  Population of Counties by Decennial Census: 1900 to 1990. United States Census Bureau. Архів оригіналу за 2 лютого 2019. Процитовано 23 червня 2014.
4. ↑  Census 2000 PHC-T-4. Ranking Tables for Counties: 1990 and 2000 (PDF). United States Census Bureau. Архів оригіналу (PDF) за 18 грудня 2014. Процитовано 23 червня 2014.
5. ↑  State & County QuickFacts. United States Census Bureau. Архів оригіналу за 7 червня 2011. Процитовано 23 червня 2014.(англ.) Наведено за англійською вікіпедією.
6. ↑  American FactFinder. Бюро перепису населення США. Архів оригіналу за 21 травня 2008. Процитовано 31 січня 2008.

| США | Це незавершена стаття з географії США. Ви можете допомогти проєкту, виправивши або дописавши її. |